# Manat Azerbaijan
Manat (mã: AZN) là tiền tệ của Azerbaijan. Nó được chia thành 100 qapik. Từ manat từ được vay mượn từ tiếng Nga "Moneta" (Монета, có nghĩa là tiền xu) được phát âm là "maneta". Manat cũng đã là từ chỉ định của đồng rúp Xô viết trong cả hai ngôn ngữ Azerbaijan và Turkmenistan.
Biểu tượng manat Azerbaijan, ₼, được gán cho Unicode U + 20BC năm 2013. Một chữ thường m. hoặc man. có thể được sử dụng như là một thay thế cho các biểu tượng manat.